# عزيزة (مجلة)

غلاف مجلة عزيزة

عزيزة هي مجلة أمريكية مخصصة للنساء المسلمات في أمريكا الشمالية. صدرت المجلة لأول مرة في تشرين الأول 2000. كان يديرها طيبة تايلور ومارلينا سوراكويسويمه. توفيت طيبة تايلور، التي كانت أيضًا رئيسة تحرير المجلة، في 4 أيلول 2014. 
يقع المقر الرئيس لمجلة عزيزة في مدينة أتلانتا بولاية جورجيا الأمريكية. ناشر المجلة هو شركة واو للنشر (بالإنجليزية: WOW Publishing Inc).

## قراءة إضافية
- مجلة عزيزة صوت المرأة المسلمة في الولايات المتحدة

## روابط خارجية
- الموقع الرسمي